# Lyn (skib, 1882)
 For alternative betydninger, se Lyn (flertydig). (Se også artikler, som begynder med Lyn)
Den norske torpedobåd Lyn blev søsat i 1882 fra flådeværftet Karljohansvern i Horten. I 1887 skiftede den navn til Od, og den gjorde tjeneste frem til 1920.

## Baggrund og design
Den norske marines budget til nybygninger var i begyndelsen af 1880'erne blot på 250.000 kroner om året. For de penge kunne man ikke få en kanonbåd af Gor-klassen - den kostede 300.000 kroner - men for blot 143.000 kroner kunne man få en fuldt udrustet torpedobåd. Samtidig lykkedes det fortalerne for den type våben at overbevise politikerne om, at det norske skærgårdsforsvar var bedst tjent med en satsning på torpedobåde. Tegningerne til Lyn blev købt hos det tyske værft Schichau i Elbing, der i 1880'erne leverede torpedobåde til en række lande. Lyn blev den første norske torpedobåd med et torpedoapparat i stævnen, og skibet medførte i alt tre 35 cm torpedoer.

## Tjeneste
Lyn deltog første gang i den norske flådes torpedoøvelser ved Fredriksvern i sommeren 1883, sammen med Rap og stangtorpedobåden Ulven. Den nye torpedobåd fik ved den lejlighed rosende omtale, blandt andet for sin manøvredygtighed og fordi den var i stand til at gå med 6-7 knob selv i hårdt vejr. Ved højere hastigheder fik den en del vand over sig, og ved 12 knob løb den undertiden tværs gennem bølgerne. I 1887 blev torpedobåden omdøbt til Od, fordi Norge og Sverige under personalunionen havde besluttet at dele alfabetet mellem sig, hvad angik navngivning af torpedobåde. På dette tidspunkt var der stadig tanker om, at unionens krigsskibe kunne operere under fælles kommando, og så ville man undgå misforståelser omkring overlappende navne på torpedobåde. Sverige fik "A" til "N" og Norge resten. Od deltog jævnligt i de årlige øvelser (senere benævnt Odd), og var aktiv i neutralitetsforsvaret under 1. verdenskrig. Skibet udgik i 1920.